# Plagionotus pulcher
Plagionotus pulcher är en skalbaggsart som först beskrevs av Blessig 1872.  Plagionotus pulcher ingår i släktet Plagionotus och familjen långhorningar. Inga underarter finns listade i Catalogue of Life.